# Ugandische Fußballnationalmannschaft (U-23-Männer)
Die ugandische U-23-Fußballnationalmannschaft ist eine Auswahlmannschaft ugandischer Fußballspieler, die der Federation of Uganda Football Associations unterliegt. Sie repräsentiert den Verband bei internationalen Freundschaftsspielen wie auch von 1991 bis 2015 bei den Afrikaspielen und seit 2011 beim U-23-Afrika-Cup, welcher über die Teilnahme an den Olympischen Sommerspielen entscheidet.

## Geschichte

### Afrikaspiele
Zu den Spielen 1991 traf man in der Qualifikation auf die Mannschaft von Kenia, welche nach Hin- und Rückspiel mit 1:0 besiegt werden konnten. Beim Turnier selbst, landete man mit 0 Punkten jedoch abgeschlagen am Ende seiner Gruppe und schied somit hier aus. Gegen Mauritius verlor man dann auch das Spiel um den 7. Platz.
Nachdem man in der Qualifikation für die Spiele 1995 gar nicht erst vertreten war, siegt man dann in der für die Veranstaltung im Jahr 1999 in der ersten Runde mit 3:1 über Äthiopien, sowie danach mit 2:0 über Kenia und als Abschluss mit 4:3 über Eritrea. So war man wieder einmal für die Endrunde qualifiziert. Diesmal lief es hier besser und mit vier Punkten nach der Gruppenphase stand man auf dem zweiten Platz. Hier verlor man jedoch mit 0:1 gegen Kamerun und hatte auch gegen Südafrika beim Spiel um Platz drei nach einem 0:2 das nachsehen.
Das Qualifikationsturnier für die Spiele 2003 sollte in Ägypten stattfinden, da jedoch der Gastgeber, anders als versprochen dem Team doch nicht die Rückflüge bezahlte, zogen alle Teilnehmer bis auf den Gastgeber und Kenia zurück.
Nach einem weiteren Aussetzer bei der Ausgabe im Ausgabejahr 2007. Nahm man wieder zu den Spielen 2011 teil und konnte sich nach einem 5:2-Sieg über Tansania sowie einem Walkover gegen Kenia wieder einmal für das Turnier qualifizieren. Hier gelang dann in einer Gruppe aus drei Mannschaften nur ein einziger Punkt und so war nur der letzte Tabellenplatz am Ende drin.
Die Qualifikation für die Spiele 2015 endete bereits nach der ersten Runde nach einer 1:4-Niederlage im Elfmeterschießen gegen Mosambik. Seit den Spielen 2019 ist es die Aufgabe der U-20 sich für den Wettbewerb zu qualifizieren.

### U-23-Afrika-Cup
Für die Erstaustragung des Turniers im Jahr 2011 traf man in der ersten Runde der Qualifikation auf den Kongo.  Hier war nach Hin- und Rückspiel ein Elfmeterschießen nötig geworden, welche mit 2:4 verloren wurde. Für das Turnier im Jahr 2015 ging es in der zweiten Runde gegen Ruanda, wo man sich mit 4:1 durchsetzen konnte. Anschließend daran traf man aber auf Ägypten und verlor gegen diese relativ deutlich mit 1:6. In der Qualifikation für den Africa-Cup 2019 war schon in der ersten Runde nach einer 1:2-Niederlage gegen den Südsudan schluss. Für die Qualifikation zur Austragung im Jahr 2023 wurde man gegen Guinea gelost. Zog sich aber davor von dieser wieder zurück.

## Ergebnisse bei Turnieren
| Jahr | Platzierung        |
| ---- | ------------------ |
| 1991 | 8. Platz           |
| 1995 | nicht teilgenommen |
| 1999 | 4. Platz           |
| 2003 | zurückgezogen      |
| 2007 | nicht teilgenommen |
| 2011 | 5. Platz           |
| 2015 | nicht qualifiziert |

| Jahr | Platzierung        |
| ---- | ------------------ |
| 2011 | nicht qualifiziert |
| 2015 | nicht qualifiziert |
| 2019 | nicht qualifiziert |
| 2023 | zurückgezogen      |